# تاکسین (کمیک)
تاکسین (به انگلیسی: Toxin) یک شخصیت تخیلی ضد قهرمان در کتاب‌های کمیک منتشر شده توسط مارول کامیکس است. تاکسین توسط پیتر میلیگان و کلیتون کرین خلق شده است و  برای اولین بار در جلد کمیک شماره ۲ ونوم بر علیه کارنیج در دنیای کمیک حضور پیدا کرد. او فرزند سیمبوت کارنیج و نوه سیمبوت ونوم است. شخصیت تاکسین عموماً با شخصیت ابر قهرمان مرد عنکبوتی در ارتباط است و مرد عنکبوتی بارها به کمک او شتافته‌است تا پدر و پدر بزرگ خود را شکست دهد. تاکسین با زبانی سبز و شکلی قرمز و سیاه در ونوم علیه کارنیج ظاهر شد.

## زندگی تاکسین
زمانی که کارنیج بچه دار شد پسری به نام تاکسین را به دنیا آورد. کارنیج می خواست او را بکشد ولی چون زورش کم شده بود نتوانست او را بکشد. برای بار بعدی آمد و قوی شده بود و می‌خواست تاکسین را بکشد ولی ونوم او را نجات داد و می‌خواست تاکسین را شرور بزرگ کند. تاکسین هم که عقلش از ونوم و کارنیج بهتر بود رفت و می‌خواست سیمبیوت خوبی باشد ولی ونوم و کارنیج نقشه‌ای کشیدند که تاکسین را از لیست سیمبیوت‌ها حذف کنند. مرد عنکبوتی بارها و بارها با کارنیج و ونوم جنگید و بعد از چند جنگ تاکسین به کمک مرد عنکبوتی آمد. تاکسین با ونوم و کارنیج جنگید. جنگ آن‌ها بسیار طول کشید و ونوم و کارنیج حوصله جنگ نداشتند و رفتند و تاکسین و مرد عنکبوتی خوشحال بودند در حالی که خوشحالی تاکسین باز ناراحت است. تاکسین در کلی کمیک حضور داشته‌است و بعد از کلی ماجرا سیاه قلب (کمیک) سیمبیوت تاکسین را از پاتریک مولیگان برد در حالی که تاکسین دوست داشت تا ابد پیش پاتریک مولیگان بماند ولی سیاه قلب (کمیک) پاتریک مولیگان را کشت و تاکسین را با ادی براک به زور پیوند زد.

## تغییر میزبان
وقتی سیمبیوت تاکسین با ادی براک پیوند خورد تاکسین فکر کرد سیاه قلب (کمیک) همان ونوم است و از ونوم به شدت عصبانی شد و در بیشتر کمیک‌های تاکسین (ادی براک) تاکسین می‌گفت من ونوم رو می‌کشم! بعد تاکسین در گروه‌هایی مانند شش خبیث، ضد کارنیج، اف‌بی‌آی و یگان رزمی حضور داشته و از ونوم بسیار متنفر شده‌است ولی در کارنیج شماره دوم تاکسین ادی براک با ظاهری جدید آمد و مردم را حیرت‌زده کرد ولی در شماره‌های بعدی تاکسین از ادی براک رفت میزبان جدیدی به نام جوبولیل ون اسکاتر پیدا کرد.
تاکسین در کمیک‌های کارنیج خیلی با مادر خودش یعنی کارنیج جنگید و از کارنیج متنفر شد؛ ولی اول تاکسین مادر (کارنیج) و پدر بزرگ (ونوم) خود را دوست داشت ولی آن‌ها او را اذیت کردند و تاکسین هم از آن دو متنفر شد. البته تاکسین موقعی که در گروه شش خبیث بود هیچ کار بدی نمی‌کرد. او ناچار بود که به آن گروه برود زیرا می‌خواست ونوم را شکست دهد.

## کارنیج ۲۰۱۷
در کمیک‌های کارنیج ۲۰۱۷ تاکسین که میزبانش ادی براک است ، می‌خواهد به مردم کمک کند ولی کارنیج جلوی تاکسین را می‌گیرد ، ولی آن موقع تاکسین نام خود را مامور تاکسین می گذارد ، چون مامور کسی است که به همه کمک می‌کند و در بالا گفته شده‌است که تاکسین بر خلاف ونوم و کارنیج عاقل است و دست به شرارت نمی‌زند و هیچ خنده ای در عمر خود نکرده است. تاکسین که با کارنیج مواجه شده بود ، مجبور شد با کارنیج بجنگد و در آن موقع مامورهای پلیس جزیره رسیدند و تاکسین مجبور شد از پلیس‌ها هم محافظت کند که در آن لحظه یک پلیس به نام کلایر دیکسون به آن مکان آمد ولی یک سیمبیوت به نام ریز به کلایر دیکسون چسبید و به کارنیج کمک کرد و نمی دانست تاکسین که است ، و می خواستند تاکسین را شکست دهند. ولی تاکسین یک بمب را دید که به دست پلیس‌ها در آنجا کارگذاشته شده بود. آن بمب بعد از چند دقیقه منفجر شد و کارنیج از آنجا با جان سالم بیرون آمد ولی تاکسین و ریز در آن خرابه ماندند و به نظر می رسید که آن‌ها مرده‌اند ولی بعداً دیده شد که یک مرگ ظاهری بود و اصلاً آن‌ها نمرده‌اند. ریز بعداً در نوع‌های اسکورن که دختر کارنیج است آمد و همه الان ریز را اسکورن می شناسند. خالق تاکسین می خواست که تاکسین ابر قهرمان باشد و هیچ خنده ای نکند و حتی لبخند نزند بر خلاف ونوم و کارنیج. تاکسین هیچ بار نخندیده و لبخند نزده و یک خبیث نبوده.

## هم‌دستان
او بر ضد ونوم و کارنیج است چون ونوم و کارنیج می‌خواهند دنیا را فتح کنند (فاتح دنیا باشند) هم‌دستی داشته‌است که جلوی آن‌ها را بگیرد:ضد ونوم